# Urbanodendron
Urbanodendron es un género de plantas con flores en la familia de las Lauraceae. 
Son arbolitos monoicos, hojas alternas, con flores monoclinas, 6-tépalos; todos los 9 estambres fértiles con un par de glándulas
Sus tres especies se distribuyen restrictivamente en los estados de Minas Gerais, Espírito Santo y de Río de Janeiro.

## Especies
- Urbanodendron bahiense (Meissn.) Rohwer
- Urbanodendron macrophyllum Rohwer
- Urbanodendron verrucosum (Nees) Mez